# Farnace
Farnace es una ópera barroca compuesta por Antonio Vivaldi (1678-1741) sobre un libreto de Antonio Maria Lucchini. Fue estrenada en el Teatro San Angel de Venecia en 1727. Fue una ópera popular en su tiempo, pero cayó en el olvido hasta las últimas décadas el siglo XX.
"Farnace" es la forma italiana del nombre Pharnaces. El libretto fue inicialmente musicalizado por Leonardo Vinci en 1724.
Existe un tercer "Farnace" con música del italiano Francesco Corselli (1705-1778) (nacido en Piacenza, descendiente de franceses, de ahí que también se le conozca como François Courcelle). El Farnace de Corselli vio su debut en la Villa de Madrid en el Real Coliseo del Buen Retiro en noviembre de 1736.
Esta ópera se representa muy poco; en las estadísticas de Operabase aparece con sólo 2 representaciones en el período 2005-2010.

## Personajes
| Personaje                   | Tesitura         | Reparto el 10 de febrero de 1727      |
| --------------------------- | ---------------- | ------------------------------------- |
| Farnace, rey del Ponto      | contralto        | Maria Maddalena Pieri                 |
| Tamiri, su esposa           | contralto        | Anna Maddalena Giraud, "La Annina"    |
| Berenice, madre de Tamiri   | contralto        | Angela Capuano Romana, "La Capuanina" |
| Pompeyo, cónsul romano      | tenor            | Lorenzo Moretti                       |
| Selinda, hermana de Farnace | contralto        | Lucrezia Baldini                      |
| Gilade, general de Benerice | soprano castrato | Filippo Finazzi                       |
| Aquilio, Legado romano      | contralto        | Domenico Giuseppe Galletti            |

## Argumento
La ópera cuenta la historia de Farnaces II; de conformidad con los usos de la época, hay poca exactitud histórica, ya que el destino del Rey Pharnaces histórico es muy distinto al de la ópera.
Farnace, Rey del Ponto, ha sido derrotado y para evitar caer en manos enemigas, ordena a su esposa Tamiri que mate a su hijo y se suicide. La madre de Tamiri, Berenice, odia a Farnace y conspira con Pompeyo, el general romano, para matarlo. Selinda, la hermana de Farnace, es prisionera del Romano Aquilio, que se enamora de ella al igual que el capitán de Berenice, Gilades. Ella los confronta para así poder salvar a su hermano. Al final todo termina felizmente.